# Lista planetelor minore: 282001–283000
Aceasta este lista planetelor minore cu numerele 282001–283000.

## 282001–282100
| Denumire | Denumire provizorie | Data descoperirii  | Locul descoperirii     | Descoperitor(i)                                     |
| -------- | ------------------- | ------------------ | ---------------------- | --------------------------------------------------- |
| 282001 – | 2011 HO44           | 4 mai 2006*        | Mount Lemmon           | Mount Lemmon Survey                                 |
| 282002 – | 2011 HA49           | 17 martie 2005*    | Kitt Peak              | Spacewatch                                          |
| 282003 – | 2011 HG49           | 16 martie 2005*    | Catalina               | CSS                                                 |
| 282004 – | 2011 HY49           | 9 aprilie 2003*    | Kitt Peak              | Spacewatch                                          |
| 282005 – | 2011 HS52           | 7 februarie 2002*  | Palomar                | NEAT                                                |
| 282006 – | 2011 HZ55           | 1 noiembrie 1999*  | Kitt Peak              | Spacewatch                                          |
| 282007 – | 2011 HJ56           | 8 noiembrie 2008*  | Mount Lemmon           | Mount Lemmon Survey                                 |
| 282008 – | 2011 HV57           | 5 mai 2002*        | Palomar                | NEAT                                                |
| 282009 – | 2011 HR58           | 24 iulie 2003*     | Palomar                | NEAT                                                |
| 282010 – | 2011 HL61           | 22 ianuarie 2006*  | Catalina               | CSS                                                 |
| 282011 – | 2011 HF64           | 12 februarie 2000* | Apache Point           | SDSS                                                |
| 282012 – | 2011 HF66           | 9 octombrie 2002*  | Kitt Peak              | Spacewatch                                          |
| 282013 – | 2011 HH66           | 18 ianuarie 2004*  | Kitt Peak              | Spacewatch                                          |
| 282014 – | 2011 HA67           | 25 mai 2003*       | Kitt Peak              | Spacewatch                                          |
| 282015 – | 2011 HE71           | 2 decembrie 2004*  | Catalina               | CSS                                                 |
| 282016 – | 2011 HN78           | 25 aprilie 2007*   | Mount Lemmon           | Mount Lemmon Survey                                 |
| 282017 – | 2011 HW78           | 23 octombrie 2003* | Kitt Peak              | Spacewatch                                          |
| 282018 – | 2011 HC82           | 7 martie 2003*     | Needville              | J. Dellinger, W. G. Dillon                          |
| 282019 – | 2011 HP82           | 10 aprilie 2002*   | Palomar                | NEAT                                                |
| 282020 – | 2011 HQ82           | 22 octombrie 2003* | Apache Point           | SDSS                                                |
| 282021 – | 2011 HE83           | 11 august 2001*    | Palomar                | NEAT                                                |
| 282022 – | 2011 JC2            | 25 aprilie 2006*   | Kitt Peak              | Spacewatch                                          |
| 282023 – | 2011 JY10           | 22 ianuarie 2006*  | Catalina               | CSS                                                 |
| 282024 – | 2852 P-L            | 24 septembrie 1960 | Palomar                | C. van Houten, I. van Houten-Groeneveld, T. Gehrels |
| 282025 – | 5347 T-2            | 30 septembrie 1973 | Palomar                | C. van Houten, I. van Houten-Groeneveld, T. Gehrels |
| 282026 – | 2184 T-3            | 16 octombrie 1977  | Palomar                | C. van Houten, I. van Houten-Groeneveld, T. Gehrels |
| 282027 – | 5069 T-3            | 16 octombrie 1977  | Palomar                | C. van Houten, I. van Houten-Groeneveld, T. Gehrels |
| 282028 – | 1990 TV9            | 10 octombrie 1990  | Tautenburg Observatory | F. Börngen, L. D. Schmadel                          |
| 282029 – | 1993 OH3            | 20 iulie 1993      | La Silla               | E. W. Elst                                          |
| 282030 – | 1994 XK2            | 1 decembrie 1994   | Kitt Peak              | Spacewatch                                          |
| 282031 – | 1995 ME6            | 24 iunie 1995      | Kitt Peak              | Spacewatch                                          |
| 282032 – | 1995 OP4            | 22 iulie 1995      | Kitt Peak              | Spacewatch                                          |
| 282033 – | 1995 OA17           | 27 iulie 1995      | Kitt Peak              | Spacewatch                                          |
| 282034 – | 1995 UO             | 19 octombrie 1995  | Sormano                | V. Giuliani, A. Testa                               |
| 282035 – | 1995 WG18           | 17 noiembrie 1995  | Kitt Peak              | Spacewatch                                          |
| 282036 – | 1996 FQ13           | 18 martie 1996     | Kitt Peak              | Spacewatch                                          |
| 282037 – | 1998 QD49           | 17 august 1998     | Socorro                | LINEAR                                              |
| 282038 – | 1998 QO79           | 24 august 1998     | Socorro                | LINEAR                                              |
| 282039 – | 1998 QJ89           | 24 august 1998     | Socorro                | LINEAR                                              |
| 282040 – | 1998 QJ94           | 17 august 1998     | Socorro                | LINEAR                                              |
| 282041 – | 1998 RT54           | 14 septembrie 1998 | Socorro                | LINEAR                                              |
| 282042 – | 1998 SP2            | 18 septembrie 1998 | Socorro                | LINEAR                                              |
| 282043 – | 1998 ST106          | 26 septembrie 1998 | Socorro                | LINEAR                                              |
| 282044 – | 1998 SF107          | 26 septembrie 1998 | Socorro                | LINEAR                                              |
| 282045 – | 1998 VL55           | 10 noiembrie 1998  | Caussols               | ODAS                                                |
| 282046 – | 1998 XY65           | 14 decembrie 1998  | Socorro                | LINEAR                                              |
| 282047 – | 1999 FC12           | 18 martie 1999     | Kitt Peak              | Spacewatch                                          |
| 282048 – | 1999 JY110          | 13 mai 1999        | Socorro                | LINEAR                                              |
| 282049 – | 1999 RE66           | 7 septembrie 1999  | Socorro                | LINEAR                                              |
| 282050 – | 1999 RC91           | 7 septembrie 1999  | Socorro                | LINEAR                                              |
| 282051 – | 1999 RF240          | 11 septembrie 1999 | Anderson Mesa          | LONEOS                                              |
| 282052 – | 1999 SO2            | 22 septembrie 1999 | Socorro                | LINEAR                                              |
| 282053   | 1999 TO18           | 14 octombrie 1999  | Xinglong               | BAO Schmidt CCD Asteroid Program                    |
| 282054 – | 1999 TS129          | 6 octombrie 1999   | Socorro                | LINEAR                                              |
| 282055 – | 1999 TT148          | 7 octombrie 1999   | Socorro                | LINEAR                                              |
| 282056 – | 1999 TD168          | 10 octombrie 1999  | Socorro                | LINEAR                                              |
| 282057 – | 1999 TH193          | 12 octombrie 1999  | Socorro                | LINEAR                                              |
| 282058 – | 1999 TO244          | 7 octombrie 1999   | Catalina               | CSS                                                 |
| 282059 – | 1999 TE255          | 9 octombrie 1999   | Kitt Peak              | Spacewatch                                          |
| 282060 – | 1999 TT265          | 3 octombrie 1999   | Socorro                | LINEAR                                              |
| 282061 – | 1999 TL270          | 3 octombrie 1999   | Socorro                | LINEAR                                              |
| 282062 – | 1999 UM12           | 31 octombrie 1999  | Kitt Peak              | Spacewatch                                          |
| 282063 – | 1999 VJ44           | 3 noiembrie 1999   | Catalina               | CSS                                                 |
| 282064 – | 1999 VT50           | 3 noiembrie 1999   | Socorro                | LINEAR                                              |
| 282065 – | 1999 VT109          | 9 noiembrie 1999   | Socorro                | LINEAR                                              |
| 282066 – | 1999 WE17           | 30 noiembrie 1999  | Kitt Peak              | Spacewatch                                          |
| 282067 – | 1999 XC9            | 5 decembrie 1999   | Socorro                | LINEAR                                              |
| 282068 – | 1999 XH17           | 7 decembrie 1999   | Socorro                | LINEAR                                              |
| 282069 – | 1999 XN24           | 6 decembrie 1999   | Socorro                | LINEAR                                              |
| 282070 – | 1999 XB80           | 7 decembrie 1999   | Socorro                | LINEAR                                              |
| 282071 – | 1999 XE155          | 8 decembrie 1999   | Socorro                | LINEAR                                              |
| 282072 – | 1999 XT239          | 7 decembrie 1999   | Catalina               | CSS                                                 |
| 282073 – | 1999 XN259          | 5 decembrie 1999   | Kitt Peak              | Spacewatch                                          |
| 282074 – | 2000 AP26           | 3 ianuarie 2000    | Socorro                | LINEAR                                              |
| 282075 – | 2000 CZ71           | 7 februarie 2000   | Kitt Peak              | Spacewatch                                          |
| 282076 – | 2000 CC73           | 7 februarie 2000   | Kitt Peak              | Spacewatch                                          |
| 282077 – | 2000 ER142          | 3 martie 2000      | Socorro                | LINEAR                                              |
| 282078 – | 2000 GP51           | 5 aprilie 2000     | Socorro                | LINEAR                                              |
| 282079 – | 2000 HS33           | 24 aprilie 2000    | Anderson Mesa          | LONEOS                                              |
| 282080 – | 2000 LU29           | 5 iunie 2000       | Kitt Peak              | Spacewatch                                          |
| 282081 – | 2000 NG             | 1 iulie 2000       | Prescott               | P. G. Comba                                         |
| 282082 – | 2000 PE6            | 5 august 2000      | Haleakala              | NEAT                                                |
| 282083 – | 2000 PX27           | 9 august 2000      | Socorro                | LINEAR                                              |
| 282084 – | 2000 QN7            | 25 august 2000     | Socorro                | LINEAR                                              |
| 282085 – | 2000 QD24           | 25 august 2000     | Socorro                | LINEAR                                              |
| 282086 – | 2000 QS39           | 24 august 2000     | Socorro                | LINEAR                                              |
| 282087 – | 2000 QW59           | 26 august 2000     | Socorro                | LINEAR                                              |
| 282088 – | 2000 QU84           | 25 august 2000     | Socorro                | LINEAR                                              |
| 282089 – | 2000 QK134          | 26 august 2000     | Socorro                | LINEAR                                              |
| 282090 – | 2000 QE143          | 31 august 2000     | Socorro                | LINEAR                                              |
| 282091 – | 2000 QL158          | 31 august 2000     | Socorro                | LINEAR                                              |
| 282092 – | 2000 QM229          | 31 august 2000     | Socorro                | LINEAR                                              |
| 282093 – | 2000 RR75           | 3 septembrie 2000  | Socorro                | LINEAR                                              |
| 282094 – | 2000 RN90           | 3 septembrie 2000  | Socorro                | LINEAR                                              |
| 282095 – | 2000 SP20           | 23 septembrie 2000 | Socorro                | LINEAR                                              |
| 282096 – | 2000 SG26           | 23 septembrie 2000 | Socorro                | LINEAR                                              |
| 282097 – | 2000 ST63           | 24 septembrie 2000 | Socorro                | LINEAR                                              |
| 282098 – | 2000 SN78           | 24 septembrie 2000 | Socorro                | LINEAR                                              |
| 282099 – | 2000 SH96           | 23 septembrie 2000 | Socorro                | LINEAR                                              |
| 282100 – | 2000 SP134          | 23 septembrie 2000 | Socorro                | LINEAR                                              |

## 282101–282200
| Denumire | Denumire provizorie | Data descoperirii | Locul descoperirii | Descoperitor(i) |
| -------- | ------------------- | ----------------- | ------------------ | --------------- |
| 280118 – | 2002 JV1            | 4 mai 2002        | Desert Eagle       | W. K. Y. Yeung  |
| 280153 – | 2002 PO161          | 8 august 2002     | Palomar            | S. F. Hönig     |
| 280155 – | 2002 PE166          | 8 august 2002     | Palomar            | A. Lowe         |
| 280162 – | 2002 QZ57           | 16 august 2002    | Palomar            | R. Matson       |
| 280175 – | 2002 RB117          | 7 septembrie 2002 | Kleť               | Kleť            |

## 282201–282300
| Denumire | Denumire provizorie | Data descoperirii | Locul descoperirii | Descoperitor(i)            |
| -------- | ------------------- | ----------------- | ------------------ | -------------------------- |
| 282225 – | 2001 YB162          | 19 decembrie 2001 | Cima Ekar          | Asiago-DLR Asteroid Survey |

## 282301–282400
| Denumire | Denumire provizorie | Data descoperirii | Locul descoperirii | Descoperitor(i) |
| -------- | ------------------- | ----------------- | ------------------ | --------------- |
| 282355 – | 2003 FC124          | 30 martie 2003    | Kitt Peak          | M. W. Buie      |
| 282357   | 2003 HL1            | 22 aprilie 2003   | Siding Spring      | R. H. McNaught  |
| 282359 – | 2003 HG16           | 25 aprilie 2003   | Campo Imperatore   | CINEOS          |
| 282366 – | 2003 OO10           | 27 iulie 2003     | Reedy Creek        | J. Broughton    |

## 282401–282500
| Denumire | Denumire provizorie | Data descoperirii | Locul descoperirii | Descoperitor(i)             |
| -------- | ------------------- | ----------------- | ------------------ | --------------------------- |
| 282408 – | 2003 UW8            | 18 octombrie 2003 | Kvistaberg         | Uppsala-DLR Asteroid Survey |
| 282464 – | 2004 FY             | 16 martie 2004    | Goodricke-Pigott   | Goodricke-Pigott            |
| 282466 – | 2004 FK30           | 20 martie 2004    | Siding Spring      | SSS                         |

## 282501–282600
| Denumire | Denumire provizorie | Data descoperirii | Locul descoperirii | Descoperitor(i) |
| -------- | ------------------- | ----------------- | ------------------ | --------------- |
| 282539 – | 2004 RC316          | 8 septembrie 2004 | Bergisch Gladbach  | W. Bickel       |
| 282560 – | 2004 XW35           | 9 decembrie 2004  | Jarnac             | Jarnac          |

## 282601–282700
| Denumire      | Denumire provizorie | Data descoperirii  | Locul descoperirii | Descoperitor(i) |
| ------------- | ------------------- | ------------------ | ------------------ | --------------- |
| 282627 –      | 2005 PO24           | 10 august 2005     | Cerro Tololo       | M. W. Buie      |
| 282630 –      | 2005 RL50           | 3 septembrie 2005  | Mauna Kea          | P. A. Wiegert   |
| 282631 –      | 2005 SV1            | 23 septembrie 2005 | Ondřejov           | P. Kušnirák     |
| 282639 –      | 2005 TC46           | 9 octombrie 2005   | Ottmarsheim        | Ottmarsheim     |
| 282668 –      | 2005 UK521          | 26 octombrie 2005  | Apache Point       | A. C. Becker    |
| 282669 Ergüel | 2005 VD4            | 6 noiembrie 2005   | Nogales            | M. Ory          |

## 282701–282800
| Denumire | Denumire provizorie | Data descoperirii | Locul descoperirii | Descoperitor(i) |
| -------- | ------------------- | ----------------- | ------------------ | --------------- |
| 282748 – | 2006 GA3            | 2 aprilie 2006    | Schiaparelli       | Schiaparelli    |
| 282790 – | 2006 ME12           | 20 iunie 2006     | Hibiscus           | S. F. Hönig     |
| 282791 – | 2006 NA             | 1 iulie 2006      | Eskridge           | Eskridge        |

## 282801–282900
| Denumire             | Denumire provizorie | Data descoperirii | Locul descoperirii | Descoperitor(i)                 |
| -------------------- | ------------------- | ----------------- | ------------------ | ------------------------------- |
| 282845 –             | 2006 UZ291          | 28 octombrie 2006 | Apache Point       | SDSS Linked Object Catalog team |
| 282860 –             | 2007 CM27           | 5 februarie 2007  | Lulin Observatory  | H.-C. Lin, Q.-z. Ye             |
| 282895 –             | 2007 GZ24           | 12 aprilie 2007   | Črni Vrh           | Črni Vrh                        |
| 282897 Kaltenbrunner | 2007 GK28           | 15 aprilie 2007   | Altschwendt        | W. Ries                         |

## 282901–283000
| Denumire | Denumire provizorie | Data descoperirii  | Locul descoperirii   | Descoperitor(i)        |
| -------- | ------------------- | ------------------ | -------------------- | ---------------------- |
| 282903 – | 2007 HX14           | 20 aprilie 2007    | Vallemare di Borbona | V. S. Casulli          |
| 282918 – | 2007 NA3            | 14 iulie 2007      | Tiki                 | S. F. Hönig, N. Teamo  |
| 282920 – | 2007 OS5            | 22 iulie 2007      | Lulin Observatory    | LUSS                   |
| 282938 – | 2007 RQ11           | 10 septembrie 2007 | Dauban               | Chante-Perdrix         |
| 282952 – | 2007 RV187          | 13 septembrie 2007 | La Sagra             | OAM                    |
| 282969 – | 2007 SP4            | 20 septembrie 2007 | Farra d'Isonzo       | Farra d'Isonzo         |
| 282979 – | 2007 TV41           | 6 octombrie 2007   | Purple Mountain      | PMO NEO Survey Program |
| 282981 – | 2007 TL66           | 9 octombrie 2007   | Tiki                 | N. Teamo, J.-C. Pelle  |
| 282989 – | 2007 TP184          | 13 octombrie 2007  | Skylive              | F. Tozzi               |